# Sd.Kfz. 8
A Sonderkraftfahrzeug 8 vagy röviden Sd.Kfz. 8 („különleges gépjármű 8”) egy német féllánctalpas vontató volt, melyet széles körben használtak a második világháború alatt. A fő feladatköre nehéz lövegek vontatása volt, mint a 21 cm Mörser 18, a 15 cm Kanone 18 és a 10,5 cm FlaK 38. 1938 és 1945 között hozzávetőleg 4000 darabot gyártottak a járműből. A világháború alatt a németek által vívott összes hadjáratban bevetették, nevezetesen a lengyelországi hadjáratban, a franciaországi csatában, a balkáni hadjáratban, a keleti fronton, az észak-afrikai hadjáratban, a normandiai partraszállásnál és az olaszországi hadjáratban.

## Leírás
Az Sd.Kfz. 8 féllánctalpasnak létraalváza volt. A meghajtásról egy 185 lóerős, 12 hengeres, vízhűtéses, 8,52 literes Maybach HL 85 TUKRM benzinmotor gondoskodott. Egy ZF Spl. sebességváltója volt négy előre és egy hátra sebességfokozattal. A sofőr kiválasztotta a kívánt sebességfokozatot, majd a tengelykapcsoló pedál benyomásával kezdeményezte a váltást. Két üzemanyagtartályt építettek a járműbe, az egyik 40 literes, a másik 210 literes kapacitással rendelkezett.
A kanyarodáshoz a lánctalpakat és a kerekeket is használták. A kormányművet úgy alakították ki, hogy enyhe kanyarodáskor csak a kerekek fordultak, de ha a kormánykereket jobban eltekerték, akkor a megfelelő lánctalpat lefékezte a rendszer. A meghajtó lánckerék a hagyományos fogas kialakítás helyett görgős kialakítású volt. A hátsó felfüggesztés hat dupla futógörgőt tartalmazott, melyeket torziós rugókkal felfüggesztett lengőkarok tartottak. Egy láncvisszafordító-feszítőgörgőt rögzítettek a jármű végébe, ezzel szabályozták a lánctalp feszességét. Az elülső kerekekhez laprugókat és lengéscsillapítókat használtak.
A felső karosszériára építették az utasteret három ülőpaddal, ebből az egyiken ült a sofőr és a segédje, a másik kettő a személyzeté volt. A hátsó rakodótérbe építettek tárolórekeszeket, egyet-egyet oldalanként, kettőt pedig hátra. A szélvédőt előre lehetett hajtani, illetve le is lehetett szerelni. A karosszéria hátsó része fölé ponyvatetőt lehetett kifeszíteni. Kifeszített állapotban a szélvédőre kellett erősíteni.
Az Sd.Kfz. 8 féllánctalpas vontatót 12 tonna vontatására tervezték, de háborúidőben a DB 10 akár 14 tonna terhet is vontathatott.

## Tervezet és fejlesztés
A háború első éveiben használt német féllánctalpasok előzetes terveit a Katonai Autóipari Minisztériumnak (Wa Prüf 6) dolgozó Ernst Kniepkamp készítette, mielőtt még 1933-ban a nácik átvették a hatalmat. A terveit ezután kereskedelmi cégek vették át fejlesztési és tesztelési célokra. A Daimler-Benz 1931-32 között saját féllánctalpas tervezetén dolgozott, a ZD.5-ön. Súlya 9,3 tonna, 12 hengeres, 150 lóerős Maybach DSO 8 dízelmotort terveztek hozzá, a felépítményén a vezetőfülke mögött három ülőpadot helyeztek el. Felfüggesztése az első világháború-korabeli Marienwagen II-n alapult.
Daimler-Benz kombinálta a két tervezet legjobb tulajdonságait az 1934-ben megjelenő DB s7 prototípusba. A jármű a ZD.5 motorját használta, de a vezetőfülke mögött csak két ülőpadot helyeztek el. Ez a felépítmény megmaradt a végleges Sd.Kfz. 8 féllánctalpason. Súlya 14,4 tonna, a vontatható teher pedig 12 tonna volt. 1936-ban megjelent a továbbfejlesztett változat, a DB s8. A nehezett modell, a 15 tonnás DB 9 1938-ban jelent meg. Maybach HL 85 TUKRM motort szereltek bele, a platón 800 kilogrammos terhet helyezhettek el, vontatókapacitása 14 tonna lett. Daimler-Benz megpróbálta használni a saját fejlesztésű OM 48/1 dízelmotorját, sikertelenül, mivel a katonai fegyverhivatal ismételten visszautasította javaslatát. A DB 10 egy finomított változata volt a DB 9 típusnak, melyet 1939 októberében mutattak be és a háború folyamán gyártották.

### Változatok
- 8,8 cm Flak 18 (Sfl.) auf Zugkraftwagen 12t (Sd.Kfz. 8). 1939-ben tíz darab 8,8 cm FlaK 18 légvédelmi löveget szereltek fel DB s8 és DB 9 alvázakra légvédelmi feladatkörre. A lövegekre lövegpajzsot erősítettek, de a kezelőszemélyzetnek más védelme nem volt. A vezetőfülkét lecserélték egy alacsonyabb, páncélozott kupolára, a motorházat is ellátták könnyűpáncélzattal. A jármű súlya 20 tonna, hossza 7,35 méter, magassága 2,8 méter, szélessége pedig 2,65 méter volt. A löveg gond nélkül tudott előre tüzelni, de az oldalirányú célzás oldalanként 151°-ra korlátozódott a lövegpajzs miatt. A magassági irányzás -3° és +15° között volt. Mind a tíz járművet a Panzerjäger-Abteilung 8 páncélvadász zászlóalj első századába osztották, amely részt vett az 1939-es lengyelországi hadjáratban, az 1940-es franciaországi csatában és az 1941-es Barbarossa hadműveletben. 1942 januárjában a századot átnevezték Panzerjäger-Kompanie 601 névre, majd áprilisban a Panzerjäger-Abteilung 559 harmadik százada lett. A jelentések szerint az utolsó három járművet 1943 márciusában veszítették el.[7]

## Gyártás és használat
A Daimler-Benz és a Krupp voltak az Sd.Kfz. 8 fő gyártói a háború alatt, de 1940-41 között a Krauss-Maffei is legyártott 315 darabot, majd a háború utolsó éveiben a Škoda Auto is csatlakozott. 1942 december 20-án 1615 darab volt a csapatoknál. 1943-ban 507 darabot, 1944-ben további 602 darabot gyártottak. Hozzávetőleg 4000 darab készült összesen a járműből. Az alapváltozat 46000RM Német birodalmi márkába került. Az Sd.Kfz. 8 féllánctalpas vontatót Csehszlovákia használta a háború után is, de arról nem tudni, hogy a Škoda folytatta-e a gyártást, illetve mikor vonták ki végleg a szolgálatból a típust.
A legtöbb német féllánctalpastól eltérően, az Sd.Kfz. 8 vontatót szinte mindig nehéz tüzérségi eszközök vontatására használták és nem módosították más feladatkörökhöz.

## Galéria

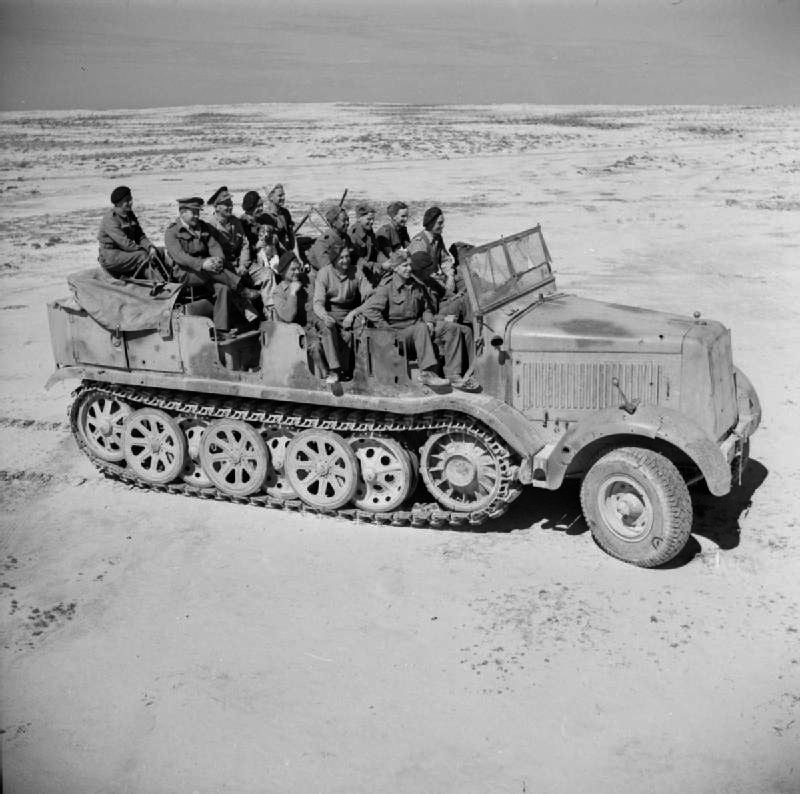
Az Sd.Kfz. 8 vontató brit hadsereg egysége által lefoglalva, Észak-Afrikában, 1943
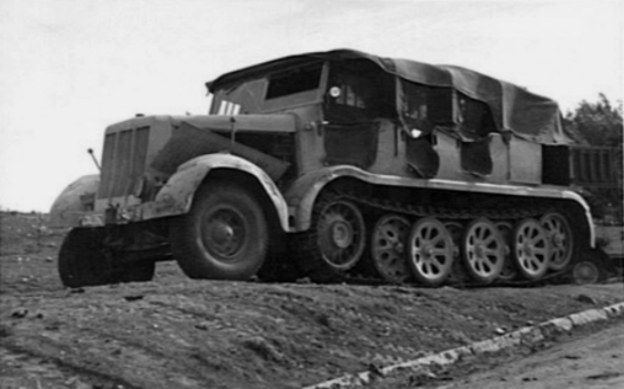
Elfogott német féllánctalpas Líbiában 1941-ben.

## Alkalmazók
- Csehszlovákia
- Harmadik Birodalom

## Lásd még
- Raupenschlepper Ost
- C4P
- Fiat SPA TL 37

## Fordítás
- Ez a szócikk részben vagy egészben  a   Sd.Kfz. 8 című angol Wikipédia-szócikk ezen változatának fordításán alapul.  Az eredeti cikk szerkesztőit annak laptörténete sorolja fel. Ez a jelzés csupán a megfogalmazás eredetét és a szerzői jogokat jelzi, nem szolgál a cikkben szereplő információk forrásmegjelöléseként.